# Gongrospermum philippinense
Gongrospermum philippinense är en kinesträdsväxtart som beskrevs av Ludwig Radlkofer. Gongrospermum philippinense ingår i släktet Gongrospermum och familjen kinesträdsväxter. Inga underarter finns listade i Catalogue of Life.